# カポナーゴ
カポナーゴ（伊: Caponago）は、イタリア共和国ロンバルディア州モンツァ・エ・ブリアンツァ県にある、人口約5,100人の基礎自治体（コムーネ）。
2009年12月18日にミラノ県からモンツァ・エ・ブリアンツァ県に移された。

## 地理

### 位置・広がり

#### 隣接コムーネ
隣接するコムーネは以下の通り。括弧内のMIはミラノ県所属を示す。
- アグラーテ・ブリアンツァ
- カンビアーゴ (MI)
- ペッサーノ・コン・ボルナーゴ (MI)
- カルガーテ (MI)

### 気候分類・地震分類
気候分類では、zona E, 2404 GGに分類される。
また、イタリアの地震リスク階級 (it) では、zona 3 (sismicità bassa) に分類される。